# Cuiabá Arsenal

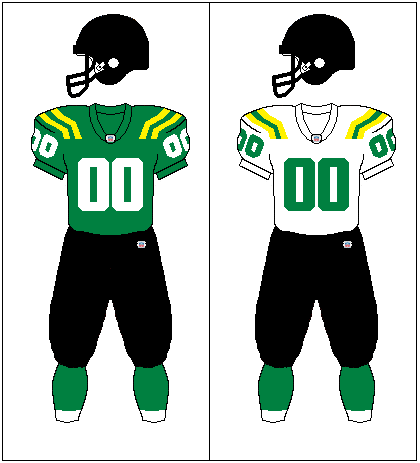

Cuiaba Arsenal  é uma equipe de futebol americano brasileira, sediada em Cuiabá, no Estado de Mato Grosso, fundada em janeiro de 2006, filiada na CBFA

## História
O nome da equipe foi uma homenagem ao Arsenal de Guerra, prédio histórico de Cuiabá que hoje é um centro cultural sob administração do SESC.
Cuiabá Arsenal é o campeão do I e III Brasil Bowl. Ambos títulos foram conquistados diante a equipe do Coritiba Crocodiles de Curitiba. Em 2010 a final foi no dia 18 de dezembro em Embu com o placar de 49x21 para o time cuiabano, já em 2012 o jogo foi no dia 24 de novembro no Estádio Eurico Gaspar Dutra em Cuiabá com o placar de 31x23 em um emocionante jogo como muitas reviravoltas. Perdendo por 23 a 10 faltando 5 minutos para acabar o 4º quarto, a defesa do Cuiabá Arsenal resolver tomar conta da partida e forçou um erro atrás do outro do Coritiba Crocodiles.
A defesa forçou um fumble recuperado por Bruno, que deu mais uma chance para o time da casa na partida.
Poucas jogadas depois o quarterback Dandan #15 achou o recebedor Heron #3 que diminuiu o placar 23 a 17 após ponto extra de Raulin #13.
O Arsenal partiu para um onside kick mas não teve sucesso. Com poucos minutos no relógio, o Coritiba tenta “gastar o relógio” mas o defensive tackle Bio #93 força um fumble que cai no colo de Chico #67. Mais uma vez a conexão Dandan – Heron funciona em belo passe longo na endzone, o Arsenal empata a partida e passa na frente por 24 a 23 após ponto extra de Raulin.
Agora no desespero, o Crocodiles começa a forçar passes longos e o defensive back Hanay acaba interceptando o quarterback paranaense, e em frente de cerca de 5 mil pessoas, retorna para touchdown dando a vitória do Campeonato Brasileiro de Futebol Americano ao Cuiabá Arsenal.
Placar Final: Cuiabá Arsenal 31, Coritiba Crocodiles 23
Pontuadores
- TD Arsenal – Retorno de kick off #3 Heron (Ponto extra#13 Raulin)
- FG Arsenal – Chute # 13 Raulin
- TD Crocodiles – Corrida RB #23 Bruno Santucci (xp #89 Adan Rodriguez)
- TD Crodiles – Corrida RB #21 Lucas Mullet (xp #89 Adan Rodriguez)
- FG Crodiles- Chute K # 89 Adan
- TD Crocodiles- Reverse WR #10 Gutz (Ponto extra erdo)
- TD Arsenal – Passe do QB #15 Dandan para o #3 Heron (xp #13 Raulin)
- TD Arsenal – Passe do QB #15 Dandan para o #3 Heron (xp #13 Raulin)
- TD Arsenal – Interceptação para TD do DB #38 Hanay  (xp #13 Raulin)

## Temporada de 2013
A Temporada de 2013 começou boa para a equipe que vinha jogando bem e conseguindo resultados muito expressivos o time foi "goleando" todos os seus adversários a equipe acabou em 2º lugar na Conferência Central com 344 pontos feitos e apenas 6 tomados sendo assim a melhor defesa da Temporada Regular, Eis que no primeiro jogo dos playoffs o Arsenal recebeu a sensação do campeonato o São José Istepôs e em um jogo muito dramático no Dutrinha e perdeu por 16x13. Ali Começava o planejamento para a temporada de 2014.

## Temporada de 2014
A Temporada começou com o Pantanal Bowl sendo realizado após 5 anos, o último foi em 2009 onde o Arsenal sagrou-se campeão o fato se repetiu e o Cuiabá novamente ganhou a competição pela 3º vez em 2014 além do Arsenal participaram também os times do Sinop Coyotes, Rondonópolis Hawks e misto do Tangará Taurus e Sorriso Hornets. Com o Campeonato Brasileiro sendo dividido em Superliga e Liga Nacional o Arsenal está participando da Superliga Nacional onde enfrentou o Goiânia Rednecks e ganhou por 72x00 em casa seus próximos compromissos será contra o Coritiba Crocodiles em Curitiba, o São José Istepôs em São José e o São Paulo Storm em Cuiabá.

## Títulos

### Nacionais
- Campeonato Brasileiro: 2010 (LBFA) e 2012[3] (AFAB)
- Pantanal Bowl: 2007, 2009 e 2014[4]

### Regionais
- Conferência Centro-Oeste do Brasil Futebol Americano: 2017
- Conferência Central do Campeonato Brasileiro: 2012
- Conferência Norte da Liga Brasileira: 2010
- Divisão Oeste do Torneio Touchdown: 2009
- Sorocaba Bowl: 2008
- Torneio da Capital: 2008